# Мануйлівка (Новоукраїнський район)
Ману́йлівка — село в Україні, у Маловисківській територіальній громаді Новоукраїнського району Кіровоградської області. Населення становить 629 осіб. Колишній центр Мануйлівської сільської ради, до складу якої входить також с.Лутківка. Село виникло наприкінці XVIII століття  .

## Історія
Село Мануйлівка є центром Мануйлівського старостинського округу, до складу якого також входить село Лутківка. Розташоване у верхів'ї річки Мала Вись, що належить до басейну Південного Бугу. Територія Мануйлівського старостинського округу лежить у південній частині Придніпровської височини, поверхня рівнинна, порізана ярами, балками та річковими долинами. У надрах виявлені значні запаси уранових руд одного з найбільших у світі Новокостянтинівського родовища, поклади бурого вугілля, здавна використовуються нерудні копалини : глина, пісок, камінь. Територія старостинства багата на родючі чорноземи, в селі є кілька ставків на р. Мала Вись.
Залюднена місцева територія була здавна, тут трапляються випадкові знахідки: нуклеуси, уламки кам'яних сокир з ознаками якісного шліфування та свердління доби бронзи, наконечники стріл скіфського типу, зброя князівської та козацької доби, уламки старої кераміки. На межах з сусідніми населеними пунктами (Паліївка, Олексіївка)  є два кургани залізного віку.
Утворення села пов'язане з освоєнням Маловисківщини українським козацтвом та формуванням тут Новосербської лінії укріплення за часів імператриці Єлизавети у XVIII столітті. Дана територія до середини XVIII ст. входила до складу Запорозької січі, Задніпрських сотень лівобережної Гетьманщини. Під 1752 роком у джерелах згадуються у верхів'ях р. Мала Вись, в «байраках» Довгенькому, Густому, Ясеновому пасіки київських Михайлівського та Видубицького монастирів, «новомиргородського козака Лебединця». В с. XVIII ст. незалюднена територія біля витоків Малої Висі належала певний час командиру Новосербії  генералу Івану Хорвату.
Як встановив дослідник Б. Шевченко, у 1772 році, після спустошливого нападу ординців, на захід від земельної дачі Олексія Лутковського 1248 десятин під заснування слободи отримав офіцер  Чорного гусарського полку — капітан Крита (Кріть). Також він в окрузі 1-ї роти полку мав ще 158 десятин рангових земель, у тому числі 18 десятин під вигін та садибу. На землях капітана Крити й почалося формування сучасного села Мануйлівка, яке спочатку називалося  «слободою Критовою». Наприкінці XVIII століття певний час власником села був Мойсєй Звєрєв, який розділив ці володіння між власними доньками.
Перша детальна статистична інформація в доступних писемних джерелах про с. Мануйлівка відноситься до 1787 року. В «Описі до Атласу Катеринославського намісництва (изъяснение Новомиргородского уезда)» згадується земельна дача №75: «Д.(деревни) Манойловки капитана Крити», у якій тоді проживало 68 чоловіків та 70 жінок (всього 138 чол.), розмір дачі-1248 дес. «удобной земли». Документального пояснення походження сучасної назви села немає; можливо, від ймовірного імені «капітана Крити»: Мануйло, Мануїл. Також є ймовірним походження назви "Мануйлівка" від імені землевласника  Мануйла Поповича, який у XVIII ст. короткий час володів "дачею" під вівцезавод на  лівому березі Малої Висі.  Місцеві дворяни- землевласники влаштували тут економію, збудували згодом досить великий і розкішний маєток. Поблизу дворянських господарств тулилися хатини місцевих селян — кріпаків.

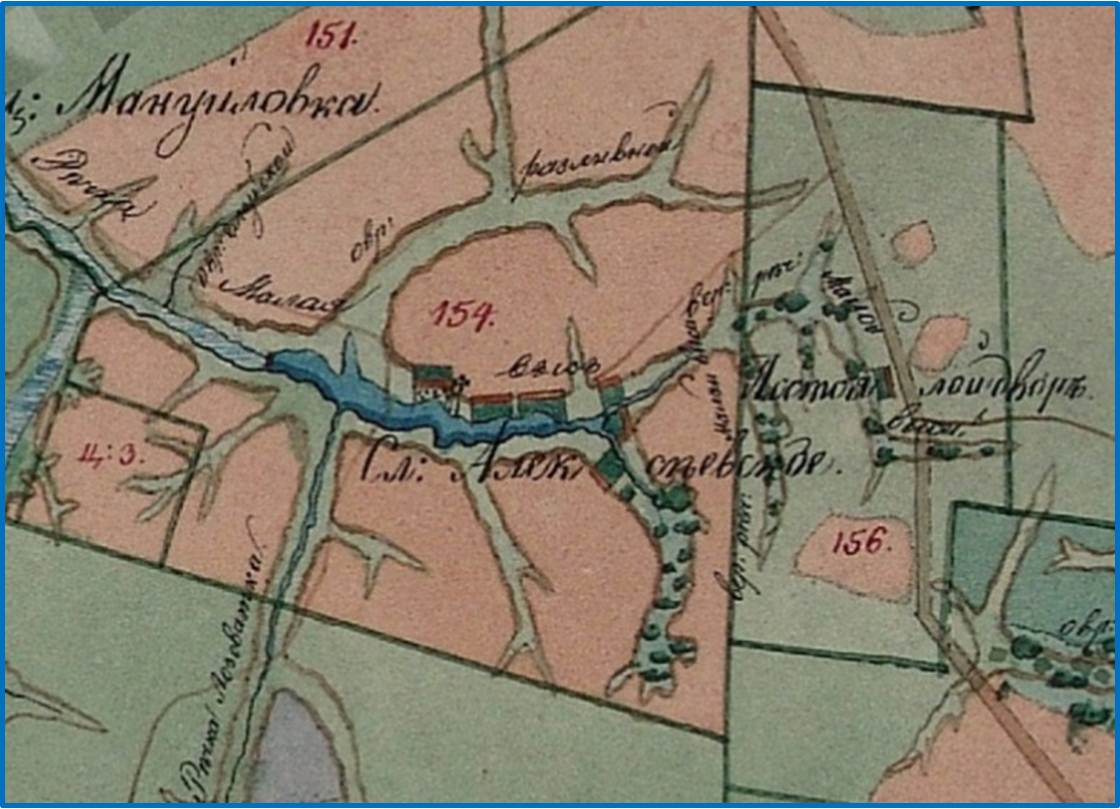
Села Мануйлівка та Лутківка на Плані генерального межування Херсонської губернії, близько 1828 року

У першій половині XIX століття село розвивалося, і перебувало у складі Єлисаветградського, Бобринецького повіту Херсонської губернії. На мапах його підписують: «Мануйловка (Маргаричева)». На 1856 рік  Мануйлівка  була поділена між трьома власниками: капітаном артилерії Іваном Вікторовичем Лутковським (30-32 двори), поміщицею Котовічевою (14 дворів) та поміщиком Котовічем (10 дворів). У с. XIX століття у «Списку населених місць Херсонської губернії» 1859 року село Мануйлівка формально  розділене на два окремі населені пункти з 30 і 24 дворами.
В 1861 році місцеві кріпаки отримали волю та у власність — свої наділи середнім розміром близько 4 десятин. У другій половині XIX століття на території сучасної Мануйлівки, на мапах та в державній статистиці, позначають два окремі населені пункти: Мануйлівка (Котовича) та Мануйлівка (Маргаричева), також вживаються назви «Обертасова», «Перша частина», «Друга частина». За «Списком населенныих мест Елисаветградского уезда Херсонской губернии на 1894 г.» «деревня Мануйловка 1-я часть (Маргаричева, Абертасова)» нараховувала 54 двори, 323 чол. населення; «деревня Мануйловка 2-я часть (Котовичева) с экономией Н.Ф. Мяновского»- 46 дворів, 233 чол. населення. Також поруч з Мануйлівкою згадується хутір Грохольського.
У 1860-х роках на мапах біля Мануйлівки вперше позначають забудови під назвою «хутір Обертасова». Подружжя дворян Абертасових - Костянтин Олександрович та Юлія Олександрівна - в II пол. ХІХ ст. були місцевими землевласниками. Згодом тут постане великий цегляний панський будинок, приміщення якого за радянської влади використовувалося під маслозавод у 1930—1960-х роках XX століття, та під плодово-консервний завод у 1960—1990-х роках. На початку XX століття цей будинок та територія поблизу села були частиною значних земельних володінь розміром близько 5,5 тис. десятин графа польського походження Казимира Карловича Сцібор — Мархотського. Крупними місцевими землевласниками також були Н. Ф. Мяновський, Фон Мейстер, що придбав землі Грохольських. На 1916 р. в Мануйлівці 1-й частині (Маргаричева, Абертасова) нараховувалось 118 господарств, 570 чол. населення. З кінця XIX століття тут діяв відділок церковно — приходської школи, а бл. 1909 р. була побудована земська школа; згадується й заклад торгівлі - «винна лавка». В селі Мануйлівка 2-га частина (Котовіча) було 79 господарств, 290 чол. населення.

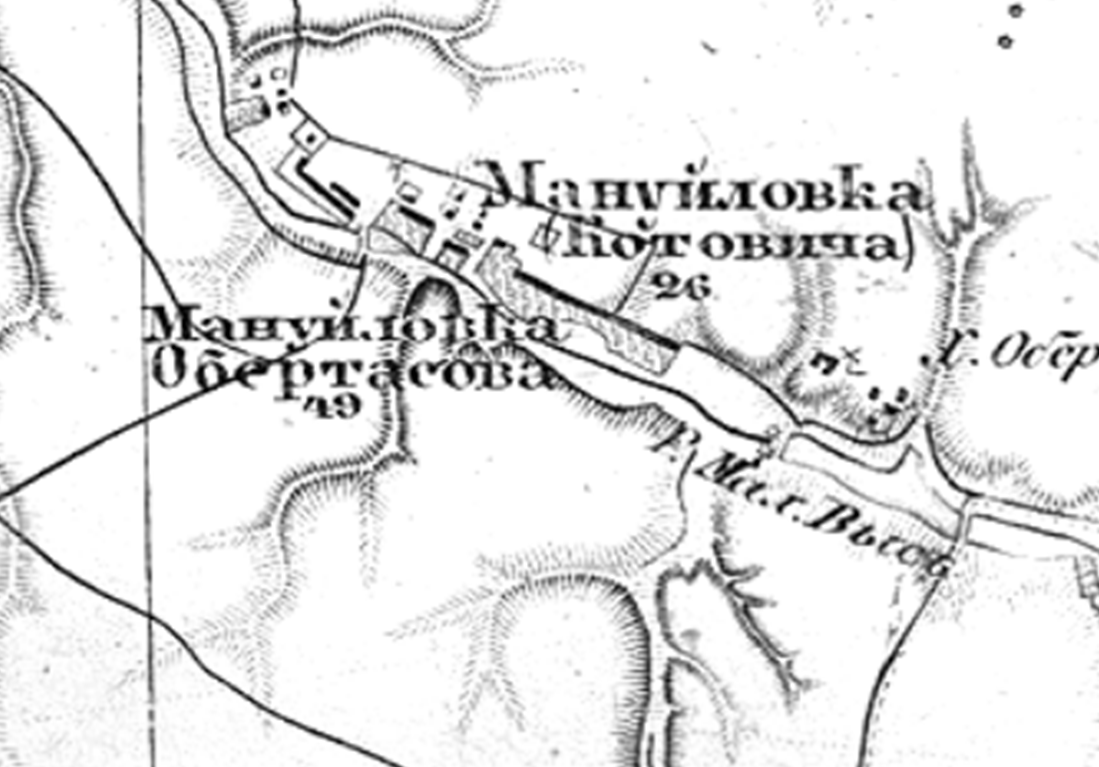
с. Мануйлівка на військово — топографічній карті Херсонської губернії 1855—1877 рр. (лист 1869 р.)

Під час подій революції та громадянської війни 1917—1921 років місцеві землевласники втратили свої володіння, в лютому 1918 року в Мануйлівці вперше було проголошено встановлення радянської влади. Політична боротьба супроводжувалась і кровопролиттям:  в 1918 р.  був убитий повстанцями місцевий житель, прихильник  більшовицьких ідей,  Підопригора О. З.. Уродженець села Сінельник Г. М. у 1919 році очолював «надзвичайну комісію» (НК) в м. Новомиргород та був членом більшовицького ревкому, за що також був убитий антибільшовицькими повстанцями. Жителі села у цей період були свідками жорстоких бойових сутичок між більшовицькими частинами, німецько-австрійськими військами, армією УНР, загонами отамана Нестора Махна, білогвардійцями генерала Денікіна, повстанцями Холодноярської республіки.
У 1921—1922 роках в селі остаточно було встановлено радянську владу, тут діяла Рада селянських депутатів, комітет бідноти, організатором якого був місцевий селянин Волощук Пилип. В системі адміністративного устрою УРСР після 1921 р. село Мануйлівка вже не поділялося на частини, а стало єдиним населеним пунктом, центром окремої Мануйлівської сільради. Колишні самостійні села- частини Мануйлівки стали кутками цього села з власними назвами — «Котовіча», «Маргаричева». Із закінченням громадянської війни в 1920—1921 р. радянська влада роздала колишні панські землі місцевим селянам. На лівому березі Малої Висі, навпроти Мануйлівки, утворився новий населений пункт — Новокостянтинівка, який був окремим селом у 1920—1960-х роках XX століття у складі Мануйлівської сільської ради, а згодом  приєднаний до села Мануйлівка. В 1922 році тут народився майбутній видатний педагог, послідовник В. Сухомлинського, заслужений учитель УРСР, краєзнавець Г. М. Перебийніс. У 1921—1922 роках місцеві селяни пережили Голодомор. В роки НЕПу жителі села господарювали родинами на власних земельних ділянках. У 1925 році незаможні селяни  Мануйлівки утворили товариство «Поновлена праця». У 1920-х роках у приміщенні Мануйлівської колишньої земської школи діяла початкова трудова школа на чолі з директором Пономарьовою Н. М.
У 1928 році в усіх тутешніх селах почалась примусова колективізація, були утворені СОЗи: «Червоний пролетар» в Мануйлівці, ім. Калініна та ім. Дзержинського в Новокостянтинівці. З переходом до політики «суцільної колективізації» насильницькими методами в Мануйлівці в 1930 році було утворено колгосп імені газети «Комуніст», у Новокостянтинівці — колгосп «Червоний путіловець». Колективізація супроводжувалася «розкуркуленням», в ході якого цілі родини втратили землю та майно, й опинилися в далекому Сибіру, чи були вислані на околиці сіл. Є відомості й про активний опір  колективізації. В 1932—1933 роках жителі сіл Мануйлівка, Новокостянтинівка, як і мільйони українських селян, стали жертвами сталінського Голодомору. Мануйлівка, за невиконання плану хлібозаготівель, була занесена на сумнозвісну «чорну дошку», восени 1932 року місцеві активісти й комсомольці провели «викачку» продовольчих запасів селян у фонд хлібозаготівлі, прирікши людей на голодну смерть. За спогадами очевидців, в період Голодомору  померло близько половини сельчан [Архівовано 28 листопада 2021 у Wayback Machine.], мали місце факти канібалізму та вбивства матерями своїх дітей.
У 1930—1931 роках приміщення панського маєтку в Мануйлівці було переобладнане під маслозавод, який працював тут до 1965 року. В другій половині 1930-х років нове колгоспне життя поступово налагоджувалось, колективна праця стала більш продуктивною, достаток селян покращився. У цей час частина жителів села стали жертвами сталінських репресій, були розстріляні чи потрапили до системи ГУЛАГу. В 30-ті роки продовжувала працювати Мануйлівська школа, яка була реорганізована з початкової у семирічну, а напередодні 1941 року - в середню. У с. Новокостянтинівка, у 1932—1933 роках, в будинку «розкуркуленого» селянина Жука, було створено початкову школу, яка діяла до її ліквідації к 1960-х роках.
Під час Другої світової війни (1939—1945) жителі Мануйлівки мужньо воювали в лавах Радянської армії, пережили страхіття нацистської окупації. Під наглядом старости, поліцаїв вони важко працювали на окупантів на полях місцевого «господарського двору», прибиранні доріг взимку. Десятки молодих людей стали «остарбайтерами» - були насильно вивезені до Рейху на примусові роботи. Інші по кілька разів, ризикуючи життям, втікали з потяга до Німеччини. Близько 246 жителів Мануйлівки, Лутківки, Новокостянтинівки в 1941—1945 рр. пішли на фронт, з них 156 загинули, 68 в роки війни нагороджені радянськими орденами і медалями. Прославились на фронтах уродженці Мануйлівки-військовий льотчик Ф. І. Касьян, офіцер-артилерист І. Ф. Ладига. 13 березня 1944 року бійці 33-го Гвардійського стрілецького корпусу, при підтримці 48-го стрілецького корпусу, звільнили населені пункти сільради від нацистських окупантів. У ці дні на кладовищі с. Мануйлівка було утворено братську могилу радянських воїнів, які загинули у боях поблизу села в 1941, 1944 роках. Згодом, у середині 1950-х років, її  було урочисто перенесено в центр села. Зараз встановлено особи 7 (потребує уточнення) з 26 похованих тут бійців.
Після Перемоги, ціною самовідданої і важкої праці місцевих жителів, були відбудовані і налагодили роботу місцеві господарства — колгоспи ім. газети «Комуніст», «Червоний путіловець», Мануйлівський маслозавод. В 1946—1947 роках до повоєнних нестатків і розрухи додався голод. В 1950 році три місцеві господарства були об'єднані в один великий колгосп ім. 17-ї партконференції, контора якого розмістилась в с. Мануйлівка. В 1954 році сусідні Олексієво-Лутківська та Мануйлівська сільські ради були об'єднані в одну — Мануйлівську, село стало її центром. У 1955 році в центрі с. Мануйлівка було встановлено пам'ятник над братською могилою радянських бійців. У 1960-ті роки колгосп ім. 17-ї партконференції, серед інших господарств, став одним з провідних у районі, і спеціалізувався на вирощуванні і відгодівлі великої рогатої худоби, вирощуванні зернових і технічних культур.
Наприкінці 1960-х років за сумлінну працю бригадир Синельник В. В. та доярка Касьян Л. Д. були нагороджені орденом Леніна, ще 5 колгоспників — орденами Трудового Червоного Прапора, в тому числі — голова колгоспу Чабан Г. Т. Значна частина прибутків колгоспу була направлена на розвиток соціальної сфери сіл Мануйлівка і Лутківка. У 1966 році завершено будівництво приміщення Будинку культури в с. Мануйлівка на 350 місць, до районного центру було прокладено дорогу з твердим покриттям (бруківку), розпочато будівництво колгоспної їдальні, лазні. Наприкінці 1960-х років було повністю завершено електрифікацію будинків жителів сільської ради. В 1965 році Мануйлівський маслозавод було перепрофільовано в плодоовочево-консервний, якісна продукція якого постачалася до інших республік СРСР.
У 1970-ті роки, в результаті реорганізації, було утворено колгосп ім. Щорса з центральною садибою в Мануйлівці, який під керівництвом голів Горщака Д. Л. та Ніколенка В. І. досяг значних успіхів у сільськогосподарському виробництві. В 1977 році в селі було заново упорядковано територію навколо братської могили радянських воїнів, встановлено скульптуру Матері в скорботі.
У 1983 році в Мануйлівці було споруджено нове сучасне приміщення восьмирічної школи, у якій почали навчатися й діти з сусідньої Лутківки. В 1991 році школа стала середньою, а з 2001 року - реорганізована на перший у Маловисківському районі навчально-виховний комплекс «ЗОШ — ДНЗ».
У 1980-ті роки семеро жителів Мануйлівської сільської ради проходили службу в Афганістані, з них троє були нагороджені орденами Червоної зірки. У 1984 році в Афганістані загинув у бою житель с. Мануйлівка прапорщик Сергій Водолазко, в 1987 році на його честь названо головну вулицю села, створено сквер та споруджено пам'ятний знак. У другій половині 1980-х років на ліквідації наслідків аварії на ЧАЕС працювали жителі села Клименко М., Дозор П., Бівзюк М., Геращенко В., Федоров В., Бахмач О., Фуніков В., Сєров С., Кілик І.
1990-ті роки в Незалежній Україні пройшли для жителів Мануйлівки та Лутківки як період серйозних змін та випробувань. У ході аграрної реформи колгоспники стали власниками паїв, колгосп ім. Щорса було реорганізовано на КСП. У 2000-х роках власники паїв утворили 2 господарства нового типу — СТОВ «Славутич» та «Довіра», 4 фермерські господарства. Згодом СТОВ «Довіра» припинило діяльність, частину місцевих паїв орендує СТОВ «Карат».
17 липня 2020 року, в результаті адміністративно-територіальної реформи та ліквідації Маловисківського району, село увійшло до складу Новоукраїнського району.

## Населення
Згідно з переписом УРСР 1989 року чисельність наявного населення села становила 914 осіб, з яких 392 чоловіки та 522 жінки.
За переписом населення України 2001 року в селі мешкало 845 осіб.

### Мова
Розподіл населення за рідною мовою за даними перепису 2001 року:
| Мова       | Відсоток |
| ---------- | -------- |
| Українська | 97,98 %  |
| Російська  | 1,78 %   |
| Молдовська | 0,24 %   |

## Освіта
Перші документальні відомості про заклади освіти в с. Мануйлівка відносяться до 1890 року, у якому тут вже діяла церковно — приходська школа грамоти. Згодом, бл.1909 року, в селі була побудована й розпочала роботу земська школа. В радянський період сільська школа зазнала реорганізацій, і була початковою, семирічною, середньою дев'ятирічною, неповною середньою, а з 1991-го — знову середньою школою. З 2001 р. на базі ЗОШ було створено перший у районі навчальний заклад нового типу: Мануйлівський навчально — виховний комплекс «Загальноосвітня школа І—ІІІ ступенів — дошкільний навчальний заклад» [Архівовано 2 квітня 2015 у Wayback Machine.].
В 30-х — 60-х роках XX століття в с. Новокостянтинівка, яке тепер є частиною с. Мануйлівка, діяла Новокостянтинівська початкова школа.

## Видатні особистості
- Григорій Миколайович Перебийніс [Архівовано 1 квітня 2020 у Wayback Machine.] (1922—2006)[9] — видатний педагог, послідовник В. Сухомлинського, директор Маловисківської школи № 3, краєзнавець . Народився в Мануйлівці (Новокостянтинівці), навчався в  Мануйлівській школі,  в 1946 р. короткий час працював тут вчителем початкових класів (класоводом).
- Іван Федорович Ладига [Архівовано 2 квітня 2015 у Wayback Machine.] (1920—2010) [Архівовано 2 квітня 2015 у Wayback Machine.] — видатний військовий — науковець, артилерист, професор. Народився в с. Мануйлівка, навчався в школі.
- Федір Іванович Касян — відомий військовий льотчик, учасник радянсько — німецької війни 1941—1945 років. Народився в с. Мануйлівка .